# 人民戦争理論
人民戦争理論（じんみんせんそうりろん）とは、毛沢東思想の一つ。全人民の力量で敵に打撃を与えるとした戦争論。毛沢東思想の核心の一つであるとされる。

## 人民戦争理論による軍構築の特徴
チャイナセブンというウェブサイトによれば、「プロの正規軍と人民大衆が有機的に結合することが人民戦争論の核心である。」という。
また、米・ジェイムズタウン財団は、「人民戦争とは持ち得るすべての力を戦争に動員することであり、平時には予備役が『社会化』、あるいは軍の『外部』に置かれている状況を指す」としており、近代軍隊の特徴である職業軍人と国民が別々に存在するのではなく、民間および国民は軍事の準備形態である、とされる。
中国民兵はこの理論に基づいて構築しているとされる。

## 影響
ベトナムの軍人であるヴォー・グエン・ザップに影響を与え、アメリカに対して民衆のゲリラ戦という形での抵抗として具現した。また、ネパール内戦にも影響を与え、ネパール共産党毛沢東主義派は、この内戦を「人民戦争」と呼んでいる。さらに、日本赤軍なども、人民戦争理論に基づき、武装闘争を実施した。各国各地にて武装蜂起の正当化などに利用された。
中国空軍の喬良、王湘穂は、この戦略をさらに高度化・組織化した『超限戦』戦略を提唱している。米中貿易戦争の際は中国国営メディアでは「人民戦争」と呼ぶ向きもあった。